# Marie Brand
Marie Brand è una serie televisiva tedesca di genere poliziesco prodotta da Eyeworks dal 2008. Protagonista, nel ruolo di Marie Brand, è l'attrice Mariele Millowitsch; altri interpreti principali sono Hinnerk Schönemann e Thomas Heinze.
La serie conta finora 26 episodi in formato di film-TV, della durata di 90 minuti ciascuno.
In Germania la serie è trasmessa dall'emittente televisiva ZDF. Il primo episodio andò in onda il 18 dicembre 2008.
In Italia la serie va in onda su Rai 2. Il primo episodio fu trasmesso il 14 giugno 2014.

## Descrizione
Protagonista della serie è il commissario Marie Brand, che precedentemente si occupava di furti e rapine e che è ora passata a dirigere la squadra omicidi (che aveva lasciato anni prima, a seguito dell'uccisione, in servizio, del padre) in un distretto di polizia di Colonia. L'affianca il collega Jürgen Simmel, noto donnaiolo.

## Episodi
| Nr | Titolo originale                               | Titolo italiano                           | Prima TV Germania | Prima TV Italia   |
| -- | ---------------------------------------------- | ----------------------------------------- | ----------------- | ----------------- |
| 1  | Marie Brand und die tödliche Gier              | Marie Brand e il ritorno al passato       | 18 dicembre 2008  | 14 giugno 2014    |
| 2  | Marie Brand und der Charme des Bösen           | Marie Brand e la stanza bianca            | 29 dicembre 2008  | 28 giugno 2014    |
| 3  | Marie Brand und die Nacht der Vergeltung       | Marie Brand e la notte della vendetta     | 12 aprile 2009    | 5 luglio 2014     |
| 4  | Marie Brand und das mörderische Vergessen      | Marie Brand e l'amore che uccide          | 16 dicembre 2009  | 12 luglio 2014    |
| 5  | Marie Brand und die letzte Fahrt               | Marie Brand e l'ultimo giro sulla giostra | 5 gennaio 2011    | 19 luglio 2014    |
| 6  | Marie Brand und die Dame im Spiel              | Marie Brand e il gioco pericoloso         | 14 aprile 2011    | 2 agosto 2014     |
| 7  | Marie Brand und der Sündenfall                 | Marie Brand e il peccato originale        | 28 aprile 2011    | 9 agosto 2014     |
| 8  | Marie Brand und der Moment des Todes           | Marie Brand e il momento della morte      | 24 novembre 2011  | 16 agosto 2014    |
| 9  | Marie Brand und die falsche Frau               | Marie Brand e l'errore di persona         | 1º maggio 2012    | 23 agosto 2014    |
| 10 | Marie Brand und das Lied von Tod und Liebe     | Marie Brand e l'amore che non perdona     | 15 novembre 2012  | 30 agosto 2014    |
| 11 | Marie Brand und die offene Rechnung            | Marie Brand e il conto in sospeso         | 23 gennaio 2013   | 13 settembre 2014 |
| 12 | Marie Brand und die Engel des Todes            | Marie Brand e la residenza dei segreti    | 24 ottobre 2013   | 1º settembre 2015 |
| 13 | Marie Brand und das Mädchen im Ring            | Marie Brand e la ragazza sul ring         | 22 gennaio 2014   | 2 settembre 2015  |
| 14 | Marie Brand und das Erbe der Olga Lenau        | Marie Brand e l'eredità di Olga Lenau     | 21 gennaio 2015   | 3 settembre 2015  |
| 15 | Marie Brand und der schöne Schein              | Marie Brand e il volto d'angelo           | 14 marzo 2015     | 4 settembre 2015  |
| 16 | Marie Brand und die Schatten der Vergangenheit | Marie Brand e le ombre del passato        | 13 gennaio 2016   | 1º agosto 2017    |
| 17 | Marie Brand und die Spur der Angst             | Marie Brand e la scia di paura            | 9 aprile 2016     | 2 agosto 2017     |
| 18 | Marie Brand und die rastlosen Seelen           | Marie Brand e le anime irrequiete         | 21 settembre 2016 | 3 agosto 2017     |
| 19 | Marie Brand und das ewige Wettrennen           | Marie Brand e l'eterna gara               | 25 gennaio 2017   | 13 luglio 2018    |
| 20 | Marie Brand und der Liebesmord                 | Marie Brand e l'omicidio passionale       | 22 aprile 2017    | 20 luglio 2018    |
| 21 | Marie Brand und der Duft des Todes             | Marie Brand e il profumo della morte      | 14 marzo 2018     | 27 luglio 2018    |
| 22 | Marie Brand und der schwarze Tag               | Marie Brand e la giornata nera            | 21 aprile 2018    | 2 agosto 2018     |
| 23 | Marie Brand und das Verhängnis der Liebe       | Marie Brand e l'amore fatale              | 3 ottobre 2018    | 22 giugno 2019    |
| 24 | Marie Brand und der Reiz der Gewalt            | Marie Brand e il fascino della violenza   | 2 gennaio 2019    | 29 giugno 2019    |
| 25 | Marie Brand und das Spiel mit dem Glück        | Marie Brand e il gioco della fortuna      | 20 aprile 2019    | non trasmesso     |
| 26 | Marie Brand und die Liebe zu viert             | Marie Brand e gli strani amori            | 11 aprile 2020    | 5 giugno 2021     |
| 27 | Marie Brand und die falschen Freunde           | Marie Brand e i falsi amici               | 16 settembre 2020 | 12 giugno 2021    |
| 28 | Marie Brand und die Leichen im Keller          |                                           | 20 gennaio 2021   |                   |
| 29 | Marie Brand und der Tote im Trikot             |                                           | 10 novembre 2021  |                   |
| 30 | Marie Brand und der überwundene Tod            |                                           | 2 febbraio 2022   |                   |
| 31 | Marie Brand und der entsorgte Mann             |                                           | 18 maggio 2022    |                   |
| 32 | Marie Brand und die Ehrenfrauen                |                                           | 4 gennaio 2023    |                   |
| 33 | Marie Brand und die falsche Wahrheit           |                                           | 8 aprile 2023     |                   |